# 웨이천 (2000년생 가수)
웨이천(중국어: 魏辰, 병음: Wèi Chén, 한자음: 위진, 영어: Vicky Wei, 2000년 7월 5일 ~ )은 중화인민공화국의 가수이다.